# Unité urbaine d'Abbeville
L'unité urbaine d'Abbeville est une unité urbaine française centrée sur Abbeville, une des sous-préfectures de la Somme, au cœur de la deuxième agglomération urbaine du département.

## Données géographiques
Située dans le nord-ouest du département de la Somme, l'unité urbaine d'Abbeville est arrosée par la Somme, non loin de l'endroit où commence son estuaire, et est reliée à Saint-Valéry-sur-Somme par le canal de la Somme qui débouche dans la Manche. Elle se trouve à une dizaine de kilomètres à vol d'oiseau de la baie de Somme et de la Manche.
Juste à mi-chemin entre Rouen et Lille, c'est la capitale historique du comté de Ponthieu et de la Picardie maritime.
Abbeville est située à 45 kilomètres en aval d'Amiens, capitale régionale de la Picardie, et à environ 200 km au nord de Paris dont l'influence y est prégnante.

## Données générales
Dans le zonage réalisé par l'Insee en 1999, l'unité urbaine était composée de trois communes.
Dans le zonage réalisé en 2010, l'unité urbaine était composée de cinq communes, le périmètre s'étant étendu aux communes de Drucat et Grand-Laviers.
Dans le nouveau zonage réalisé en 2020, elle est composée des cinq mêmes communes. 
En 2022, avec 25 163 habitants, elle représente la 2e unité urbaine du département de la Somme et occupe le 23e rang dans la région Hauts-de-France.
En 2020, sa densité de population s'élève à 415 hab/km2. Par sa superficie, elle ne représente que 1 % du territoire départemental mais, par sa population, elle regroupe 4,5 % de la population du département de la Somme.

## Composition de l'unité urbaine en 2020
Elle est composée des cinq communes suivantes :
| Nom                      | Code Insee | Département | Statut       | Superficie (km2) | Population (dernière pop. légale) | Densité (hab./km2) | Modifier                                    |
| ------------------------ | ---------- | ----------- | ------------ | ---------------- | --------------------------------- | ------------------ | ------------------------------------------- |
| Abbeville (ville-centre) | 80001      | Somme       | ville-centre | 26,42            | 22 406 (2022)                     | 848                | modifier les données · modifier les données |
| Caours                   | 80171      | Somme       | banlieue     | 6,13             | 565 (2022)                        | 92                 | modifier les données · modifier les données |
| Drucat                   | 80260      | Somme       | banlieue     | 10,84            | 902 (2022)                        | 83                 | modifier les données · modifier les données |
| Grand-Laviers            | 80385      | Somme       | banlieue     | 9,50             | 462 (2022)                        | 49                 | modifier les données · modifier les données |
| Mareuil-Caubert          | 80512      | Somme       | banlieue     | 9,08             | 828 (2022)                        | 91                 | modifier les données · modifier les données |

## Évolution démographique
| 1968   | 1975   | 1982   | 1990   | 1999   | 2008   | 2013   | 2020   |
| ------ | ------ | ------ | ------ | ------ | ------ | ------ | ------ |
| 26 109 | 27 912 | 27 641 | 26 599 | 27 282 | 26 849 | 26 531 | 25 991 |

#### Données générales
- Unité urbaine
- Aire d'attraction d'une ville
- Aire urbaine (France)
- Liste des unités urbaines de France

#### Données démographiques en rapport avec l'unité urbaine de
- Aire d'attraction d'Abbeville
- Arrondissement d'Abbeville

#### Données démographiques en rapport avec la Somme
- Démographie de la Somme